# Felices Vicente de Cáceres

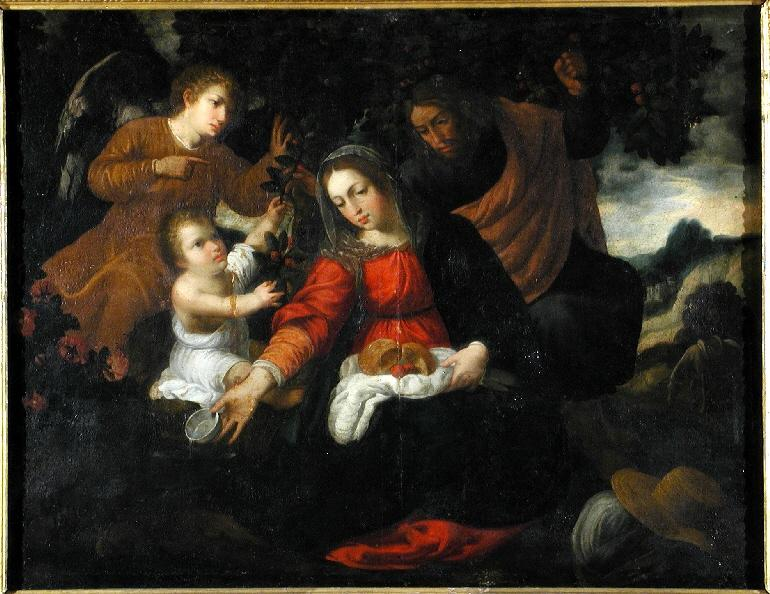
Huida a Egipto, óleo sobre lienzo, 99 x 128 cm, Museo de Zaragoza.

Felices Vicente de Cáceres Lagasca (Zaragoza, 1601-1639) fue un pintor español del barroco.

## Biografía
Nacido en Zaragoza el primer año del siglo XVII, fue hijo del también pintor Juan Felices de Cáceres (1546-1617) y de Mariana de Lagasca. A la muerte de su padre, según dice Jusepe Martínez en sus Discursos practicables del nobilísimo arte de la pintura y repite Juan Agustín Ceán Bermúdez en el Diccionario histórico de los más ilustres profesores de las Bellas Artes en España, contando solo con dieciséis años, comenzó a hacer copias de buenos cuadros, labor en la que mostró destreza y, aunque no destacó por el dibujo, hacía sus obras, especialmente las de tema religioso, con gusto; en estos cuadros, decían Martínez y Ceán, fue capaz de dotar de gracia y «cierta divinidad» a las figuras y mover la piedad de quienes las contemplaban.
El Descanso en la huida a Egipto del Museo de Zaragoza, procedente del Colegio de las Vírgenes de la misma ciudad, con una antigua inscripción al dorso, es la única obra que se le conoce, estrechamente dependiente de una estampa de Federico Barocci, pues, según Jusepe Martínez, que lo trató personalmente y estimó, «precióse mucho de copiar estampas y obraba conforme las veía».